# Supung-Talsperre
Die Supung-Talsperre (auch Sup’ung, Shuifeng, Sui-ho) bei Sinŭiju am Fluss Yalu steht auf der Grenze zwischen der Volksrepublik China und Nordkorea. 
Der Bau wurde 1941, als Korea eine Provinz Japans war, begonnen und war damals die vierthöchste Talsperre der Erde.
Bei der Staumauer handelt sich um eine 106 m hohe und 853 m lange Gewichtsstaumauer aus Beton. Sie ist an der Basis 97 m und an der Krone 18 m breit. Der Stausee hat eine Kapazität von 14.670 Millionen Kubikmetern (auch 20.000 Millionen m³ werden angegeben). Die Fläche des Stausees wird mit 274 oder 284,5 km² angegeben.
Das Wasserkraftwerk verfügt über sechs Turbinen mit je 100 MW. Es versorgt große Teile von Nordkorea und die Regionen Lüshunkou (Port Arthur) und Dairen in Nordost-China mit Energie.
Am 23. Juni 1952 wurde die Talsperre im Koreakrieg zusammen mit drei anderen Talsperren von den Amerikanern angegriffen und teilweise zerstört. Sie hatte bis dahin 90 % von Nordkoreas Strom geliefert, weshalb die Stromversorgung Nordkoreas für zwei Wochen lahmgelegt war. 